# Vail (Colorado)
Vail és una població dels Estats Units a l'estat de Colorado. Segons el cens del 2000 tenia 4.531 habitants.

## Demografia
Segons el cens del 2000, Vail tenia 4.531 habitants, 2.165 habitatges, i 762 famílies. La densitat de població era de 385,3 habitants per km².
Dels 2.165 habitatges en un 11,8% hi vivien nens de menys de 18 anys, en un 30% hi vivien parelles casades, en un 3% dones solteres, i en un 64,8% no eren unitats familiars. En el 33,2% dels habitatges hi vivien persones soles el 2,7% de les quals corresponia a persones de 65 anys o més que vivien soles. El nombre mitjà de persones vivint en cada habitatge era de 2,09 i el nombre mitjà de persones que vivien en cada família era de 2,62.
Per edats la població es repartia de la següent manera: un 9,9% tenia menys de 18 anys, un 14,8% entre 18 i 24, un 47,9% entre 25 i 44, un 22,6% de 45 a 60 i un 4,7% 65 anys o més.
L'edat mediana era de 32 anys. Per cada 100 dones de 18 o més anys hi havia 143 homes.
La renda mediana per habitatge era de 56.680 $ i la renda mediana per família de 66.389 $. Els homes tenien una renda mediana de 33.534 $ mentre que les dones 32.065 $. La renda per capita de la població era de 42.390 $. Entorn de l'1,8% de les famílies i el 6,6% de la població estaven per davall del llindar de pobresa.

## Poblacions més properes
El següent diagrama mostra les poblacions més properes.